# Finanstidningen
Finanstidningen var en politiskt obunden svensk affärstidning som grundades 1989 av finansmännen Mats Arnhög och Olof Hedengren. Redaktionen utgjordes i början till stora delar av en grupp unga ekonomer från Handelshögskolan i Stockholm, bland annat Raoul Grünthal som blev chefredaktör. Ansvarig utgivare blev Peter Elmlund, tillika tidningens kulturredaktör. 1994 blev Jon Åsberg chefredaktör (fram till juni 2016 chefredaktör för Affärsvärlden). Finanstidningen köptes upp av MTG-koncernen 1999, och Johan Hakelius från Svenska Dagbladet värvades som chefredaktör.
I februari 2002 köpte MTG-koncernen även upp tidningen Vision, som slogs samman med Finanstidningen till Finans Vision. I december samma år lades tidningen ned.